# Andrespol (gmina)
Andrespol – gmina wiejska w województwie łódzkim, w powiecie łódzkim wschodnim. Siedzibą władz gminy jest Andrespol. Zarządcą gminy jest wójt Dariusz Kubus, pełniący tę funkcję nieprzerwanie od 2002 roku.

## Rys historyczny
Przed II wojną światową tereny współcześnie wchodzące w skład gminy Andrespol znajdowały się w gminach Gałkówek (Bedoń, Andrespol, Janówka, Justynów, Zielona Góra) oraz Brójce (Kraszew, Stróża i Wiśniowa Góra).
W 1954 roku powołano na terenie obecnej gminy dwie gromady: Andrespol (wsie Andrespol, Bedoń i Hulanka) i Wiśniowa Góra (wsie Wiśniowa Góra, Kraszew, Stróża) zaś wsie Justynów, Janówka i Zielona Góra weszły w skład gromady Gałków Duży. Jeszcze w 1957 roku zlikwidowano gromadę Wiśniowa Góra i włączono ją w skład gromady Andrespol, która stała się od tej pory częścią powiatu łódzkiego. Następnie w roku 1963 gromada Andrespol została połączona z sąsiednią gromadą Andrzejów (wsie Andrzejów, Sąsieczno, Nery i Feliksin).
Z końcem roku 1972 przestał obowiązywać podział na gromady i powołano gminę Andrespol w powiecie łódzkim. Obejmowała ona sołectwa: Andrespol, Andrzejów, Bedoń, Bedoń Przykościelny, Feliksin, Huta Szklana, Janówka, Justynów, Kraszew, Nery, Nowy Bedoń, Sąsieczno, Stróża i Wiśniowa Góra. Po reformie administracyjnej z 1975 roku gmina trafiła do województwa łódzkiego. Wieś Zielona Góra stanowiła część gminy Koluszki należącej do województwa piotrkowskiego.

### Zmiana granic w 2019 roku
Z dniem 1 stycznia 2019 roku po wieloletnich staraniach mieszkańców sołectwa Zielona Góra sołectwo to o powierzchni 204 ha, należące uprzednio do gminy Koluszki, zostało przyłączone do gminy Andrespol.

## Położenie gminy
Gmina Andrespol znajduje się w centralnej Polsce, w województwie łódzkim. Jest jedną z sześciu gmin powiatu łódzkiego wschodniego. Leży na południowy wschód od stolicy regionu – miasta Łodzi. Gmina stanowi ok. 5,15% powierzchni powiatu łódzkiego wschodniego.
Od zachodu gmina Andrespol graniczy z miastem Łódź, od południa z gminą Brójce, od wschodu z gminą Koluszki, a od północy z gminami Nowosolna i Brzeziny. Zajmuje powierzchnię 25,74 km² (2 574 ha).

## Charakter gminy
Gmina Andrespol jest najmniejszą gminą w powiecie łódzkim wschodnim i jednocześnie najgęściej zaludnioną. Mimo że jest gminą wiejską (wskaźnik urbanizacji wynosi zatem 0%) gmina nie ma w większości typowego charakteru wiejskiego. Gmina Andrespol z powodu swojej bliskości do Łodzi stała się tzw. sypialnią wielkiego miasta. Dawne wsie rolnicze utraciły w XX wieku swój charakter i stały się miejscowościami o zwartej zabudowie mieszkaniowej. W ten sposób rozwinęły i dalej się rozwijają sołectwa Andrespol, Bedoń Przykościelny, Justynów, Janówka, Stróża, Wiśniowa Góra i Zielona Góra. Wiele mieszkańców Łodzi posiada na terenie gminy działki letniskowe. Pola uprawne znajdują się nadal w sołectwa Nowy Bedoń, Bedoń-Wieś i Kraszew jednak i te miejscowości rozwijają się w kierunku wsi rezydencjalnych. Sołectwo Justynów słynęło również z dużego ośrodka kolonijnego, do którego na wakacje przyjeżdżały dzieci z Łodzi. Ośrodek ten jednak został zamknięty w 1998 roku i od tamtej pory popada w ruinę.

## Demografia[15]
Według statystyk Głównego Urzędu Statystycznego gminę Andrespol, w 2018 roku zamieszkiwało 13 795 osób. Gęstość zaludnienia wyniosła w 2018 roku 591 os./km², co plasowało gminę Andrespol na pierwszym miejscu wśród gmin wiejskich. Po przyłączeniu Zielonej Góry, gęstość spadła do 535 os./km² i gmina znajduje się aktualnie na trzecim miejscu (za gminami Buczkowice i Ksawerów).
Gmina Andrespol charakteryzuje się dodatnim przyrostem rzeczywistym. Mimo ujemnego przyrostu naturalnego do gminy napływa wiele nowych mieszkańców, przede wszystkim z Łodzi.
| Struktura płci     | Struktura płci     | Struktura płci     | Struktura płci | Struktura płci |
| Kobiety            | Kobiety            | Mężczyźni          | Mężczyźni      | Ogółem         |
| ------------------ | ------------------ | ------------------ | -------------- | -------------- |
| 7 264              | 52,66%             | 6 531              | 47,34%         | 13 795         |
| Przyrost naturalny |                    |                    |                |                |
| Urodzenia żywe     | Urodzenia żywe     | Urodzenia żywe     | 104            | 104            |
| Zgony              | Zgony              | Zgony              | 141            | 141            |
| Przyrost naturalny | Przyrost naturalny | Przyrost naturalny | -37            | -37            |
| Saldo migracji     |                    |                    |                |                |
| Zameldowania       | Zameldowania       | Zameldowania       | 280            | 280            |
| Wymeldowania       | Wymeldowania       | Wymeldowania       | 99             | 99             |
| Saldo migracji     | Saldo migracji     | Saldo migracji     | +181           | +181           |

W 2018 roku dochód gminy na 1 mieszkańca wyniósł 4 072,84 złotych.

## Ochrona zdrowia i pomoc społeczna
Na terenie gminy funkcjonuje jedna samorządowa placówka ochrony zdrowia: Gminna Przychodnia Zdrowia w Andrespolu, z której usług w 2019 roku skorzystało 7 617 pacjentów. Ponadto na terenie gminy Andrespol działają trzy niepubliczne zakłady opieki zdrowotnej oraz sześć aptek.
W gminie Andrespol działa Gminny Ośrodek Pomocy Społecznej w Andrespolu oraz jeden dom pomocy społecznej.

## Oświata
W gminie działa sześć publicznych placówek oświatowych, w tym dwie szkoły podstawowe, jedna szkoła średnia, jeden zespół szkolno-przedszkolny i dwa przedszkola:
- Liceum Ogólnokształcące im. Jana Karskiego w Wiśniowej Górze;
- Szkoła Podstawowa z oddziałami przedszkolnymi im. Jana Brzechwy w Justynowie;
- Szkoła Podstawowa z oddziałami przedszkolnymi im. Henryka Sienkiewicza w Wiśniowej Górze;
- Zespół Szkolno-Przedszkolny im. Jana Pawła II w Bedoniu-Wsi;
- Samorządowe Przedszkole w Andrespolu;
- Samorządowe Przedszkole w Justynowie.

Ponadto na terenie gminu funkcjonują 4 niepubliczne przedszkola.
Do szkół i przedszkoli w gminie Andrespol, w roku 2019 uczęszczało 2 067 uczniów.

## Kultura, rekreacja i sport
Na terenie gminy Andrespol działa Biblioteka Gminna w Andrespolu z filiami w Justynowie i Wiśniowej Górze. W sołectwie Wiśniowa Góra funkcjonuje Gminny Ośrodek Kultury, prowadzący działalność kulturalno-artystyczną i edukacyjną.
W Justynowie funkcjonuje Ludowy Klub Sportowy Justynów (LZS Justynów), prowadzący m.in. seniorski zespół piłkarski (grający w łódzkiej klasie A), juniorskie drużyny piłkarską i siatkarską, a także sekcje jogi i nordic-walking. W Wiśniowej Górze zaś działa Gminny Ludowy Klub Sportowy Andrespolia (GLKS Andrespolia). Oba kluby posiadają swoje kompleksy sportowe.
Ponadto w Wiśniowej Górze funkcjonuje Gminny Ośrodek Sportu i Rekreacji „Relaks” z basenami i halą sportową. Na wschód od Andrespola znajduje się kompleks stawów rybnych „Marysinek”, przy którym funkcjonuje koło wędkarskie. Odbywają się tam festyny i odpusty, a w ostatnich latach podjęto na tym terenie inwestycje: wybudowano ścieżkę rowerową łączącą stawy z Andrespolem, dwa parkingi oraz chodniki otaczające stawy.

## Przyroda
Mimo że gmina Andrespol jest niewielka i gęsto zabudowana (jak na gminę wiejską) to i tak znalazły się na jej terenie duże połacie lasów i innych terenów zielonych. Przez środek gminy przepływa rzeka Miazga, wzdłuż której utworzono Obszar Chronionego Krajobrazu „Dolina Miazgi pod Andrespolem”. Ponadto w gminie znajdują się trzy użytki ekologiczne chroniące torfowiska w Andrespolu i Zielonej Górze oraz epizodyczny ciek Gałkowianka.

## Porządek publiczny i bezpieczeństwo
W Andrespolu znajduje się posterunek policji. Ponadto na terenie gminy funkcjonują cztery ochotnicze straże pożarne: OSP Justynów, OSP Bedoń, OSP Andrespol i OSP Wiśniowa Góra.

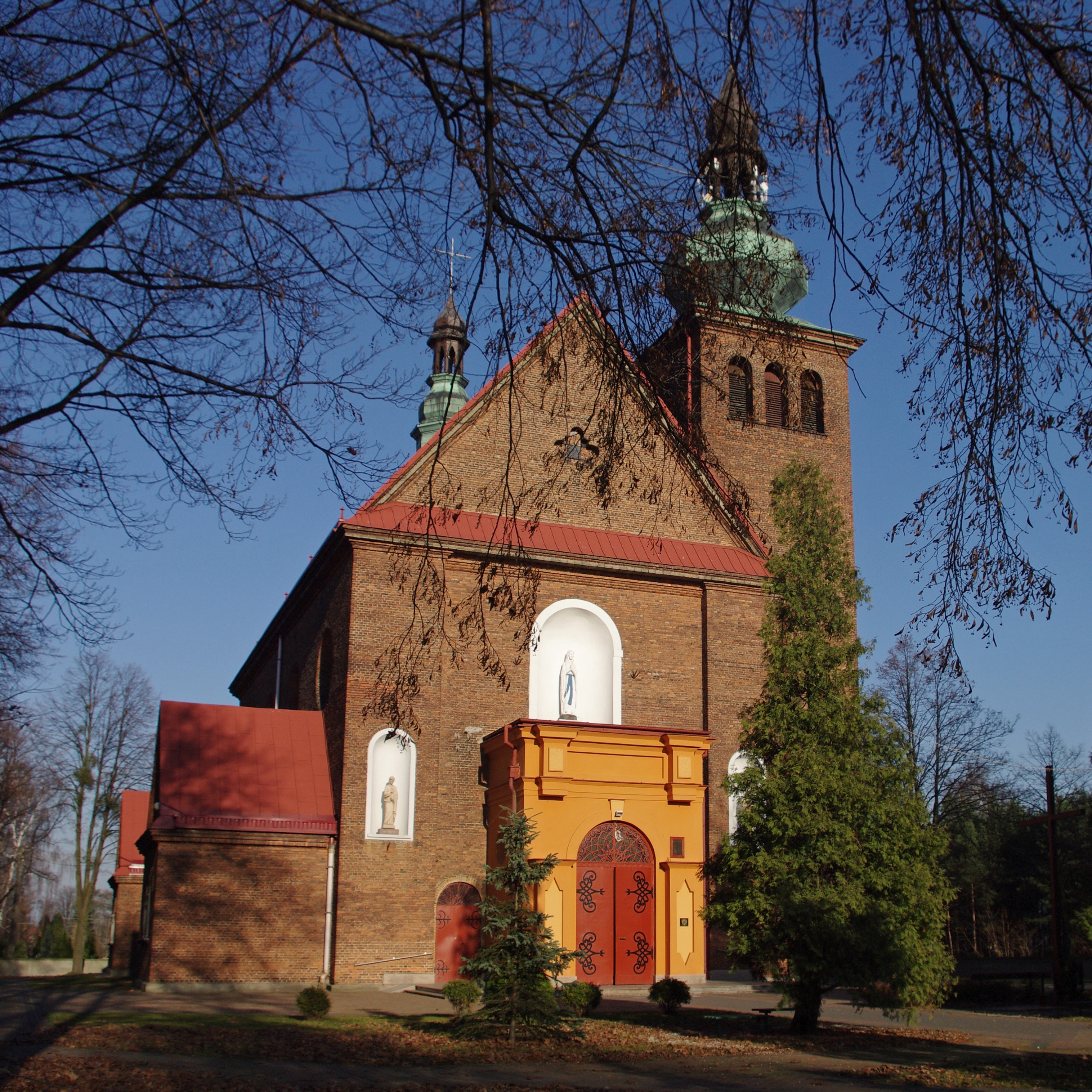
Kościół pw. Matki Boskiej Królowej Polski w Bedoniu.

## Religia

### Kościół rzymskokatolicki
Członkowie kościoła rzymskokatolickiego z sołectw Janówka, Justynów i Zielona Góra należą do Parafii Miłosierdzia Bożego w Justynowie w dekanacie koluszkowskim; z sołectw Andrespol, Wiśniowa Góra, Kraszew i Stróża – Parafii Matki Boskiej Nieustającej Pomocy w Andrespolu w dekanacie Łódź Olechów; zaś sołectw Bedoń Przykościelny, Bedoń-Wieś i Nowy Bedoń należą do Parafii Najświętszej Maryi Panny Królowej Polski w Bedoniu w dekanacie Łódź Olechów. Wszystkie te dekanaty należą do Archidiecezji Łódzkiej.

### Świadkowie Jehowy
Na terenie gminy działalność kaznodziejską prowadzi zbór Wiśniowa Góra Świadków Jehowy, korzystający z Sali Królestwa w Kraszewie.

## Cmentarze
Na terenie gminy Andrespol funkcjonują dwa cmentarze parafialne w Justynowie i w Bedoniu Przykościelnym. W 2011 roku utworzono również cmentarz parafialny w Andrespolu, który jednak administracyjnie leży na terenie Łodzi przy ulicy Ziarnistej. Ponadto zmarli mieszkańcy gminy chowani są na cmentarzach w Gałkowie i Kurowicach.

## Komunikacja
Gmina Andrespol jest bardzo dobrze skomunikowana z Łodzią i z resztą kraju. Przez centrum gminy przebiega droga wojewódzka nr 713, łącząca Łódź z Tomaszowem Mazowieckim i Opocznem. Łączy ona gminę Andrespol z centrum Łodzi oraz wjazdem na Autostradę A1 (węzeł 22 – Łódź Wschód).
Przez północną część gminy przebiega linia kolejowa nr 25. Dzięki Łódzkiej Kolei Aglomeracyjnej i dwóm przystankom w gminie – Bedoń i Justynów, zyskała ono bardzo dobre połączenie kolejowe z Łodzią, ale i z Warszawą.
Przez gminę Andrespol przebiegają trasy linii autobusowych MPK Łódź: 82B (z Dworca Łódź-Widzew do Ludwikowa przez Andrzejów, Andrespol, Wiśniową Górę i Stróżę), 90C (z Janowa do Brzezin przez Andrzejów, Andrespol z wjazdem kieszeniowym do Bedonia), 92 (z Dworca Łódź Dąbrowa przez Wiskitno do wsi Stróża), 201 (z ronda Inwalidów w Łodzi do Bedonia), 202 (z ronda Inwalidów w Łodzi do Janówki, przez Justynów, z wjazdem kieszeniowym do Kraszewa) oraz linię nocną N5B (z Radogoszcza, przez centrum Łodzi do Andrespola).
Kursują tędy również autobusy wielu innych przewoźników regionalnych, obsługujących m.in. połączenia z Łodzi do Tomaszowa Mazowieckiego.
W 2019 roku uruchomiono linię autobusową L1, która miała połączyć jedyne sołectwo niepołączone komunikacją autobusową z resztą gminy – Zieloną Górę z Andrespolem i Justynowem. Z powodu nikłego zainteresowania linią, spowodowanego zapewne przez pandemię COVID-19, linię zlikwidowano.
W Andrespolu funkcjonuje filia Urzędu Pocztowego w Łodzi nr 15.

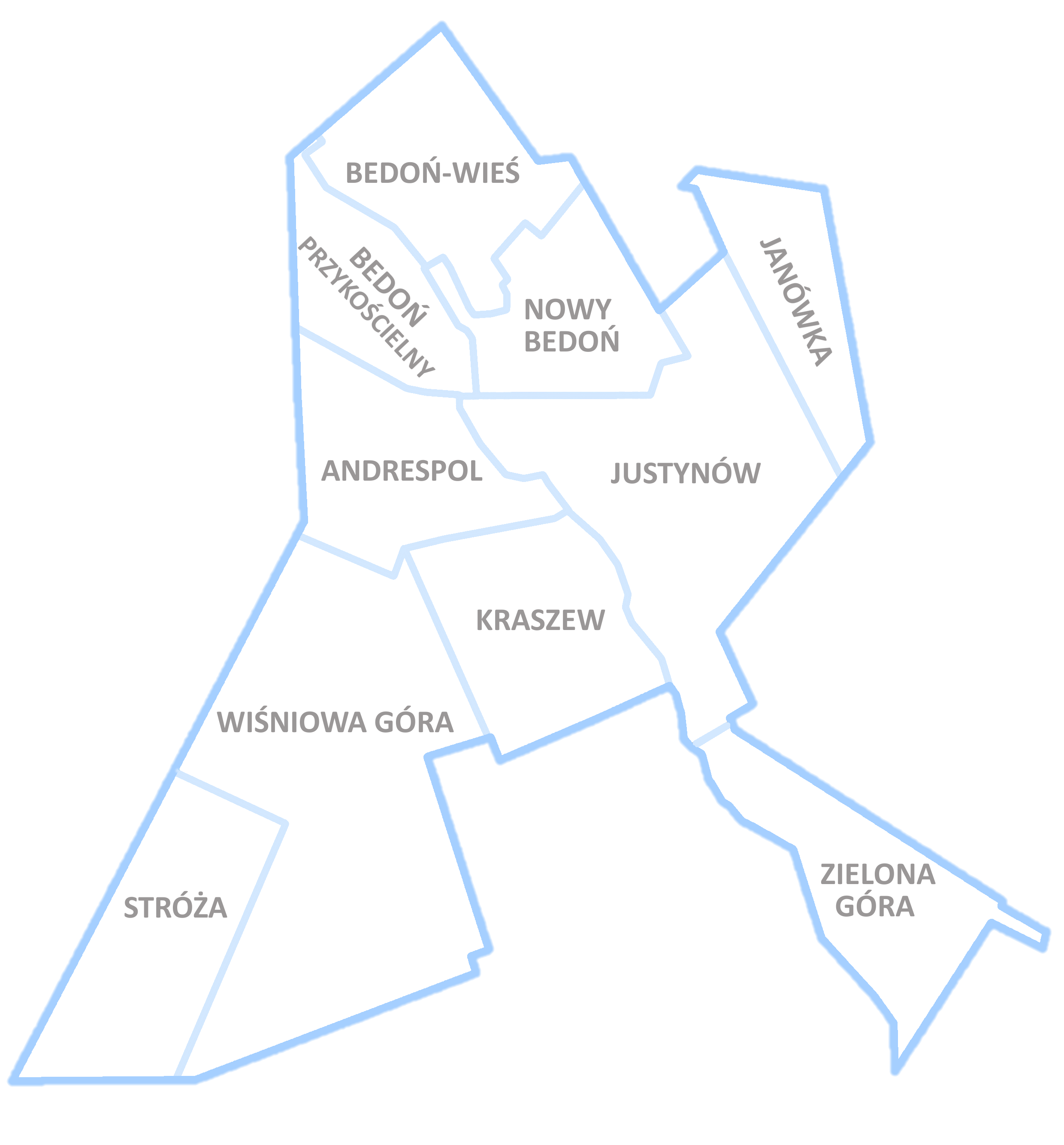
Mapa sołectw w gminie Andrespol

## Sołectwa i miejscowości
W skład gminy wchodzi dziesięć sołectw: Andrespol (siedziba), Bedoń Przykościelny, Bedoń-Wieś, Janówka, Justynów, Kraszew, Nowy Bedoń, Stróża, Wiśniowa Góra, Zielona Góra; oraz jedna miejscowość niesołecka Ludwików w sołectwie Stróża.